# Félix Bovie
Pour les articles homonymes, voir Bovie.
Félix Bovie, né à Bruxelles le 17 septembre 1812 et décédé à Ixelles le 6 juillet 1880, est un peintre, dessinateur, graveur et poète belge.

## Biographie et œuvre
Jean Lambert Félix - dit Félix - Bovie est né à Bruxelles le 17 septembre 1812, et est mort à Ixelles le 6 juillet 1880, commune où il fut inhumé.
Ses parents, Philippe Joseph Bovie (Bruxelles, par. Saint-Nicolas, 20 mars 1781 - Bruxelles 1850) et Jossine Waefelaer (Saint-Josse-ten-Noode 1779 - Bruxelles 1848), qui s'étaient mariés à Saint-Josse-ten-Noode,, en 1806, étaient hôteliers à Bruxelles, où ils exploitaient l'Hôtel de Brabant, au Marché au Charbon, non loin de la Grand-Place de Bruxelles.
Cet hôtel-restaurant avait une excellente réputation et procurait à ses propriétaires une aisance certaine, mais le jeune Félix, fils et petit-fils d'hôteliers bruxellois, se voulut artiste-peintre  et fit son apprentissage auprès du peintre paysagiste et animalier Eugène Verboeckhoven (1798 - 1881) et du - ainsi nommé - prince des paysagistes, Barend Koekkoek (1803 - 1862).
Après le décès de son père en octobre 1850, et seul héritier de celui-ci, il vendit l'hôtel à un tiers en 1851. Cet hôtel était situé à l'emplacement des actuels locaux de la police de Bruxelles au Marché au Charbon.
En 1873, à Ixelles, déjà âgé de 61 ans, il épouse Marie Thérèse Pélagie Mottard, plus jeune que lui d'une vingtaine d'années, et qui était née à Namur en 1833. Son épouse lui survivra puisqu'elle mourut à Blankenberghe, dans la maison du no 92 de la digue de mer, alors qu'elle y résidait en villégiature, le 23 septembre 1887 à une heure de la nuit.
Il était un peintre des paysages de l'Ardenne et aimait la pratique de la grisaille et des tons mordorés.
Félix Bovie était également Franc-maçon. Il avait été initié auprès des Amis Philanthropes en 1837. En 1850, il était revêtu du XVIIIe grade. Cette année-là, il passa aux Vrais Amis de l'Union, un atelier fort à l'opposé des Amis Philanthropes puisque ces derniers - avec Pierre-Théodore Verhaegen (1796 - 1862) comme dirigeant principal - étaient à l'avant-garde de la politisation de la franc-maçonnerie belge, alors que Les Vrais Amis de l'Union et du Progrès Réunis professaient explicitement une maçonnerie apolitique.
Joyeux luron, il fut membre de la Société des agathopèdes. Or, les Agathopèdes s'étaient organisés comme une espèce de pastiche maçonnique. Félix Bovie composa un recueil de chansonnettes non dépourvues d'une certaine verve grivoise et destinées sans doute à être entonnées lors des banquets de cette société gaudriolesque et savante.

## Publication
- 1864 : Chansons (texte et musique), Bruxelles, impr. de J. Gouweloos, 1864, 150 p. (avec un portrait lithographié de l'auteur).

## Odonymie
Une rue de la commune d'Ixelles a été nommée en son honneur. Cette rue relie la chaussée de Boondael à la rue Jean Paquot et à la rue des Liégeois.